# Sean Fallon

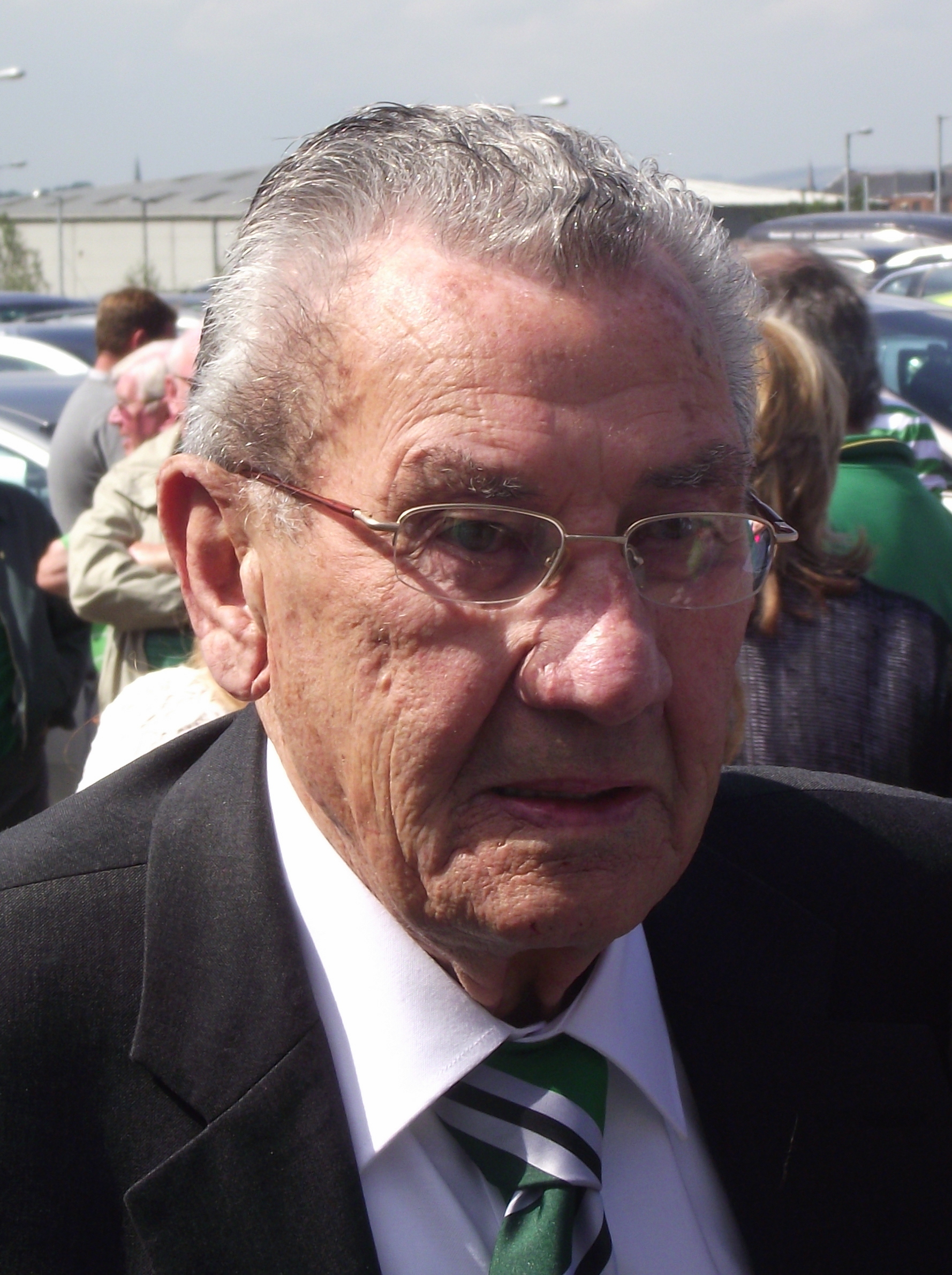
Sean Fallon

Sean Fallon (Sligo, 31 juli 1922 – 18 januari 2013) was een Iers voetballer.
Fallon speelde voor Celtic en maakte 254 wedstrijden voor de club tot 1950 en 1958. Fallon speelde ook voor Longford Town, Sligo Distillery, Sligo Rovers en Glenavon. Fallon speelde acht interlands voor Ierland.
Fallon was assistent-manager van Celtic onder Jock Stein in de jaren '60 en '70. Met Stein als hoofdtrainer en Fallon als assistent won Celtic in 1967 als eerste Britse club de Europacup I.  Dit winnende Celtic-team kwam bekend te staan onder de naam Lisbon Lions. Hij was manager van Dumbarton in 1980 en 1981.